# Bundesverband Niedergelassener Kardiologen
Der Bundesverband Niedergelassener Kardiologen Deutschlands e.V. (BNK) ist ein deutscher Fachverband von Internisten mit Sitz in München.

## Vereinsarbeit
Die Ziele und Interessen sind Fortbildung, Repräsentation im Internet, die Zeitschrift HERZ, Fragen der Invasivkardiologie und der Rehabilitation.
Der 1. Vorsitzende des BNK ist kooptiertes Mitglied im Präsidium der Deutschen Gesellschaft für Kardiologie – Herz- und Kreislaufforschung (DGK) und der Deutschen Herzstiftung, dem Redaktionsbeirat der „Cardio News“ und der Zeitschrift „HERZ“ – dem Verbandsorgan des BNK. Er ist gleichzeitig 2. Vorsitzender der Sektion Kardiologie des BDI. Der 1. Vorsitzende ist derzeit Norbert Smetak aus Kirchheim.
In Ausschüssen, Projektgruppen, gesundheits- und berufspolitischen Gruppierungen auf regionaler und Bundesebene und in Gremien der DGK sind einige Mitglieder aktiv.

## Geschichte
Der BNK wurde 1979 als Arbeitsgemeinschaft Niedergelassener Kardiologen aus einem Kreis von etwa 100 niedergelassenen Internisten mit der Teilgebietsbezeichnung Kardiologie gegründet. Bis 2008 ist die Anzahl der Mitglieder auf rund 1100 angewachsen. 1. Vorsitzender war Günther Kersten, Köln.
1993 folgte die Umwandlung in einen eingetragenen Verein und am 3. August 1993 ein Eintrag in das Vereinsregister beim Amtsgericht München. 1994 kam es zu einer Satzungsänderung der wissenschaftlichen Fachgesellschaft (DGK) mit Aufnahme niedergelassener Kardiologen in Kommission für Klinische Kardiologie, Programmkommission, Kommission für Wahlvorschläge.
1995 wurde die Zeitschrift „HERZ“ das Verbandsorgan. Am 25. September 1995 kam es zu einer Umbenennung der ANK in die heutige Bezeichnung. 1997 gab es eine Umstrukturierung des Verbandes mit Einrichtung einer Geschäftsstelle am 1. Juni 1997; alle 23 KV Bereiche wurden durch Regionalvertreter stärker in die Vorstandsarbeit integriert.
1998 begann das „Praktische Kardiologie-Journal by Fax“ als wöchentlicher Informationsservice für die zuweisenden Kollegen. Im gleichen Jahr erfolgte die Gründung des IKKF (Institut für klinisch kardiologische Forschung) gemeinsam mit DGK und ALKK. Erste strukturierte Kooperationen erfolgten mit Kardiologen aus Belgien, Frankreich, Italien und Spanien, dem späteren „Council Cardiology Practice“ in Denia/Spanien. 1999 wurde das erste „Positionspapier der niedergelassenen Kardiologen im BNK zum Gesundheitssystem und zur Gesundheitsreform 2000“ veröffentlicht. Der BNK erhielt ein Logo und eine Website.
2000 erfolgte die Einrichtung einer zentralen Arbeitsgruppe „Integrierte Versorgung“ zur Erarbeitung eines Positionspapieres. 2001 kam es zur Umbenennung dieser Arbeitsgruppe in „Strategiekommission“ und zur Fertigstellung des „Positionspapiers zur integrierten Versorgung“. Die ersten bundesweiten „Cholesterinwochen“ verschafften dem Verband eine Öffentlichkeit. 2003 wurde ein Gutachten zur Rolle der ambulanten und vertragsärztlichen Kardiologie in Deutschland bei den Professoren Oberender, Graf von der Schulenburg und Wasem in Auftrag gegeben.

## Struktur und Aufgaben
Mitglieder sind Internisten, die die Schwerpunktsbezeichnung „Kardiologie“ innehaben und in eigener Praxis niedergelassen sind.
Ein Anliegen ist eine wissenschaftliche Fortbildung mit Ausrichtung auf die niedergelassenen Kardiologen.
Zu den größeren Jahresveranstaltungen zählen die Herbsttagungen, die in den ersten 10 Jahren auf dem Bürgenstock abgehalten wurden und seither vorwiegend im Frankfurter Raum stattfinden. Den zweimal jährlich stattfindenden Mitgliederversammlungen gehen mehrstündige Sitzungen des Vorstandes voran.
Schwerpunkte der Fortbildung sind kontinuierliche Langzeit-Elektrokardiographie, Maßnahmen der Schrittmachernachsorge und Qualitätssicherung in der invasiven Kardiologie („QuIK-Register “).